# Назмиев, Тимерхан Сафуанович
Тимерхан Сафуанович Назмиев (18 июня 1923 — 18 мая 2004) — председатель колхоза «Искра» Илишевского района Башкирской АССР. Герой Социалистического Труда. Заслуженный агроном Башкирской АССР (1967). Участник Великой Отечественной войны.

## Биография
Тимерхан Сафуанович Назмиев родился 18 июня 1923 г. в с. Ябалаково Илишевского района БАССР.
Образование — среднее специальное, в 1954 г. окончил Башкирскую среднюю сельскохозяйственную школу по подготовке председателей колхозов.
Трудиться начал в 1940 г. бригадиром колхоза «Искра» Илишевского района РБ. В 1942—1944 годах участвовал в Великой Отечественной войне. В 1944—1947 гг. — военный руководитель Ябалаковской неполной средней школы. В 1947 г. избран председателем колхоза «Искра» Илишевского района Башкирской АССР. После учёбы в сельскохозяйственной школе в 1954 году вновь возглавил колхоз «Искра».
Под руководством председателя Т. С. Назмиева колхозники добились хороших результатов. Так, за восьмую пятилетку (1966—1970) средняя урожайность зерновых по колхозу составила 26,4 центнера, что на 8 центнеров больше, чем в предыдущем пятилетии. Задание восьмой пятилетки по продаже зерна государству выполнено на 179 процентов, мяса — на 102, молока — на 129, шерсти — на 112 процентов. Среднесдаточный вес крупного рогатого скота составил 314 килограммов, свиней — 107, овец — 33 килограмма. Надои молока от каждой коровы в год возросли на 942 килограмма. Поголовье крупного рогатого скота — на 44,7 процента, овец — на 30,6, птицы — на 38 процентов. Валовой доход увеличен с 90 тысяч рублей в 1965 г. до 1 миллиона 400 тысяч рублей в 1970 г.
За выдающиеся успехи, достигнутые в развитии сельскохозяйственного производства и выполнении пятилетнего плана продажи государству продуктов земледелия и животноводства, Указом Президиума Верховного Совета СССР от 8 апреля 1971 г. Т. С. Назмиеву присвоено звание Героя Социалистического Труда.
Председателем колхоза «Искра» Илишевского района работал до ухода на пенсию в 1987 году.
Колход под руководством Назмиева намного перевыполнил планы девятой (1971—1975), десятой (1976—1980), одиннадцатой (1981—1985) пятилеток по продаже государству зерна, мяса, молока, шерсти. В одиннадцатой пятилетке колхоз превратился в крупное зерновое хозяйство — урожайность зерновых составила 34,7 центнера с гектара. В колхозе за годы пятилетки сданы в эксплуатацию производственные и культурно-бытовые объекты на сумму 1 миллион 192 тысячи рублей, что признано одним из лучших показателей в Илишевском районе.
Заслуженный агроном Башкирской АССР (1967).
Депутат Верховного Совета Башкирской АССР шестого созыва (1963—1967).
Назмиев Тимерхан Сафуанович умер 18 мая 2004 года. Похоронен в с. Ябалаково РБ.

## Награды
- Герой Социалистического Труда (1949
- Награждён орденами Ленина (1971), Трудового Красного Знамени (1966, 1976), Отечественной войны I (1985), II (1965) степени, Дружбы народов (1981), медалями.

## Память
В целях увековечения памяти Т. С. Назмиева в Илишевском историко-краеведческом музее в «Уголке Героев Социалистического Труда» размещены материалы о его трудовых достижениях.
Одна из улиц с. Ябалакова названа именем Т. Назмиева.